# 746
Năm 746 là một năm trong lịch Julius.